# 마르수피오모나스 펠리쿨라타
마르수피오모나스 펠리쿨라타(Marsupiomonas pelliculata)는 페디노모나스강 마르수피오모나스목에 속하는 조류의 일종이다. 마르수피오모나스과(Marsupiomonadaceae)와 마르수피오모나스속(Marsupiomonas)의 유일종이다.